# هلموت بلینگروت
هلموت بلینگروت (انگلیسی: Helmut Bellingrodt؛ زادهٔ ۱۰ ژوئن ۱۹۴۹) تیرانداز اهل کلمبیا بود.
وی در مسابقات کشوری و بین‌المللی در مجموع برندهٔ ۲ مدال نقره شده‌است.